# Zeppelin TV
Zeppelin Televisión, S. A. U., conocida como Zeppelin TV, es una productora de televisión española que forma parte del grupo Endemol Shine Iberia. Fue creada en 1992 y tiene su sede central en Madrid. Está en la Avenida de Manoteras 18 6ª Planta, 28050, Madrid, Comunidad de Madrid, España.

## Historia
Zeppelin TV se dedica a la producción de programas de entretenimiento y series de ficción, sobre todo de reality shows.
Ha creado y producido programas para todas las cadenas nacionales y autonómicas de España, marcando hitos televisivos como Gran Hermano, El Súper o la Gala Inocente, Inocente.
La producción de Gran Hermano, en el 2000 supuso una revolución en los contenidos audiovisuales en España, e inauguró el género reality en España. Desde entonces, la mayoría de las cadenas y productoras audiovisuales españolas cuentan con un reality en sus parrillas o entre sus catálogos, y constituye uno de los puntales de la programación televisiva. También ha puesto en marcha ya dieciocho ediciones de Gran Hermano, ocho de Gran Hermano VIP, dos de El Reencuentro y otras dos de Gran Hermano Dúo, consolidándose así como una de los marcas más populares de la televisión española. Además, ha creado y producido otros formatos de éxito y repercusión entre el público como Secret Story, La casa de tu vida, Supermodelo o Fama, ¡a bailar!.
Ha hecho formatos innovadores, convirtiéndose en una de las principales empresas españolas del sector, con la adaptación de formatos de éxito internacional, como la versión española de Extreme Make Over Home Edition (Esta casa era una ruina), emitida por Antena 3, o la adaptación de Identity para La 1 de TVE.
En ficción cuenta con una amplia trayectoria de la que forman parte títulos como Querido Maestro (Telecinco), Mediterráneo (Telecinco) o Antivicio (Antena 3). Además, Zeppelin TV fue la primera productora española que puso en marcha una serie de ficción diaria a nivel nacional: El Súper (Telecinco), en coproducción con Diagonal TV. Hasta 1996 las series de emisión diaria procedían del mercado americano, principalmente telenovelas latinoamericanas. El Súper supuso un cambio de rumbo en este tipo de formatos. Con 738 episodios emitidos, la serie permaneció cuatro temporadas en antena, de 1996 a 1999, y brindó el liderazgo a Telecinco en su banda de emisión, con promedios que superaron el 30% de cuota de pantalla y más de dos millones y medio de espectadores. La serie demostró su extraordinaria rentabilidad al superar a la cadena en más de 12 puntos. Su máximo porcentaje de cuota de pantalla se situó en el 40,2 %.
Los buenos datos de El Súper hicieron que, posteriormente, Zeppelin TV produjese otras series diarias de gran éxito, como Calle Nueva para TVE o Esencia de poder para Telecinco.
Es una de las primeras empresas del sector audiovisual español en la creación y desarrollo de contenidos, cultivando los principales géneros de entretenimiento (reality, ficción, concursos...).

## Producciones

### Programas de televisión

#### En emisión
- Gran Hermano (2000-presente) en Telecinco
- Gran Hermano VIP (2004-presente) en Telecinco
- Gran Hermano Dúo (2019-presente) en Telecinco

#### Finalizados
- 4 de cuatro
- 6 pack
- 700
- A ver quién gana
- Al alcance de su mano
- All you need is love... o no (2017)
- Baila como puedas (2024)
- Chicas en la ciudad
- Circus. Más difícil todavía (2008)
- Cita en el infierno
- Con un par de bromas
- Confianza ciega (2002)
- Cuestión de peso
- Curso del 63 (2009-2012)
- Dejadnos solos (2009-2010)
- Digan lo que digan
- El gran reto musical (2017)
- El juego del euromillón (1998-2001; 2009)
- El marco
- El muro infernal
- El Puente (2017-2018)
- El Reencuentro (2010-2011)
- El tiempo del descuento (2020)
- Engaño
- Esta casa era una ruina (2007-2010)
- Esta cocina es un infierno (2006)
- Esta tarde con esta gente
- Ex, ¿qué harías por tus hijos? (2014)
- Factor miedo (2003-2005)
- Fama, ¡a bailar! (2008-2019)
- Fama Revolution (2010)
- Furor (1998-2006)
- Flores muertas
- Gala Inocente, Inocente (1995-2007)
- Gente de mente
- Guaypaut (2008-2009)
- Historia de estrella
- Identity (2007-2008)
- Inocente, Inocente
- Intercambio de esposas
- La casa de tu vida (2004-2007)
- Las joyas de la corona (2010)
- Libertad vigilada
- Llama y gana
- Los Cañete
- Maldita la hora (2001)
- Mujer 10
- Nadie es perfecto (2007)
- Objetivo mediación
- Pasión adolescente
- Quart
- Queremos saber más
- Quién es quién
- Salvaje
- Sálvame Okupa (2019) (Junto a La Fábrica de la Tele)
- Secret Story (2021-2022)
- Supermodelo (2006-2007)
- Uno para todas (1995-1996)
- X ti (2003)

### Series de televisión
| Serie               | Inicio                   | Final                    | Género                 | Canal     | Temporadas                 | Estado     |
| ------------------- | ------------------------ | ------------------------ | ---------------------- | --------- | -------------------------- | ---------- |
| El Súper            | 6 de septiembre de 1996  | 31 de diciembre de 1999  | Drama                  | Telecinco | 4 temporada, 738 episodios | Finalizada |
| Vidas cruzadas      | 27 de enero de 1997      | 1997                     | Drama                  | FORTA     | 1 temporada, 65 episodios  | Finalizada |
| Querido maestro     | 4 de abril de 1997       | 1 de julio de 1998       | Drama                  | Telecinco | 3 temporada, 40 episodios  | Finalizada |
| Calle Nueva         | 28 de septiembre de 1997 | 30 de junio de 2000      | Drama                  | La 1      | 3 temporada, 560 episodios | Finalizada |
| Fernández y familia | 2 de agosto de 1998      | 1998                     | Comedia familiar       | Telecinco | 1 temporada, 30 episodios  | Finalizada |
| Mediterráneo        | 26 de enero de 1999      | 29 de marzo de 2000      | Drama                  | Telecinco | 2 temporadas, 13 episodios | Finalizada |
| Antivicio           | 18 de abril de 2000      | 2000                     | Policiaco              | Antena 3  | 1 temporada, 13 episodios  | Finalizada |
| Esencia de poder    | 25 de junio de 2001      | 2001                     | Drama                  | Telecinco | 1 temporada, 130 episodios | Finalizada |
| Los exitosos Pells  | 7 de septiembre de 2009  | 16 de septiembre de 2009 | Drama                  | Cuatro    | 1 temporada, 6 episodios   | Finalizada |
| Skam España         | 16 de septiembre de 2018 | 25 de octubre de 2020    | Drama adolescente      | Movistar+ | 4 temporadas, 38 episodios | Finalizada |
| Virtual Hero        | 12 de octubre de 2018    | 28 de febrero de 2020    | Animación estilo Anime | Movistar+ | 2 temporadas, 18 episodios | Finalizada |
| Memorias de Idhún   | 10 de septiembre de 2020 | 8 de enero de 2021       | Animación estilo Anime | Netflix   | 2 temporadas, 10 episodios | Finalizada |

## Premios
La originalidad, innovación, calidad, audiencia e incluso solidaridad de las producciones de Zeppelin TV han sido distinguidas a lo largo de los años con diferentes galardones, como el TP de Oro conseguido en 1993 por Inocente, Inocente, calificado por los espectadores de la revista especializada en información de televisión como el "programa del año".
A lo largo de su historia Gran Hermano ha sido distinguido con dos TP de Oro, en el año 2007 al fenómeno televisivo y en 2009 al mejor concurso de televisión. Además, el reality obtuvo en la temporada 2001-2002 el Premio Geca por su récord de audiencia.
En 2007 Identity se alzó con el TP de Oro al mejor concurso de televisión, y un año después, en 2008, el Foro del espectador otorgó su galardón a: Esta casa era Una Ruina como mejor programa solidario.
Este mismo año Fama, ¡a bailar! consiguió uno de los Micrófono de Oro de la Federación de Asociaciones de Radio y Televisión.